# Альбадауи, Назми
Назми Нидаль Назми Альбадауи (аль-Бадауи; англ. Nazmi Nidal Nazmi Albadawi, араб. نظمي نضال نظمي البدوي‎; 24 августа 1991, Роли, Северная Каролина, США) — американский и палестинский футболист, атакующий полузащитник. Выступал за сборную Палестины.

## Биография

### Личная информация
Семья Альбадауи — палестинцы из Таршихи, проживала в Кувейте, но была вынуждена бежать оттуда из-за вторжения Ирака и последовавшей за этим войны в заливе. Приехав в США, осела в Кэри (Северная Каролина).

### Начало карьеры
Во время обучения в Университете штата Северная Каролина в 2010—2013 годах Альбадауи играл за университетскую футбольную команду в NCAA.
В периоды летних межсезоний в колледжах 2012 и 2013 годов выступал за молодёжный состав «Каролины Рэйлхокс» в Национальной премьер-лиге.

### Клубная карьера
Альбадауи входил в число игроков, доступных для выбора на Супердрафте MLS 2014, но не был выбран.
В апреле 2014 года Альбадауи подписал профессиональный контракт с клубом Североамериканской футбольной лиги (NASL) «Каролина Рэйлхокс». Его профессиональный дебют состоялся 14 апреля в матче против «Инди Илевен». Свой первый гол в карьере забил 28 мая в матче Открытого кубка США против «Шарлотт Иглз». По окончании сезона 2014 клуб продлил контракт с игроком на следующий сезон. 12 января 2016 года «Каролина Рэйлхокс» объявила о заключении с Альбадауи нового многолетнего контракта. Два года подряд — по итогам сезонов 2016 и 2017 — Назми включался в символическую сборную NASL. В январе 2017 года «Норт Каролина» (название «Каролины Рэйлхокс» с декабря 2016 года) начала сотрудничество с представителем Первой хорватской футбольной лиги «Истра 1961», отправив на тренировочный курс в партнёрский клуб Альбадауи и вратаря Брайана Сильвестре.
15 января 2018 года Альбадауи подписал многолетний контракт с клубом USL «Цинциннати». 14 апреля в матче против «Бетлехем Стил», в своём дебюте в составе «Цинциннати», отличился забитым голом.
После преобразования «Цинциннати» во франшизу MLS Альбадауи был подписан вновь образованным клубом 10 декабря 2018 года. Дебютировал в высшей лиге 25 мая 2019 года в матче против «Нью-Йорк Ред Буллз», выйдя на замену на 81-й минуте вместо Виктора Ульоа. 29 мая 2019 года вернулся в «Норт Каролину», клуб Чемпионшипа ЮСЛ, отправившись в аренду. По окончании сезона 2019 контракт Альбадауи с «Цинциннати» истёк.
21 ноября 2019 года Альбадауи подписал с «Норт Каролиной» контракт на сезон 2020. 3 февраля 2021 года заключил новый контракт на сезон 2021, став для «Норт Каролины» первым игроком, подписанным после перехода клуба в Лигу один ЮСЛ. 3 сентября 2021 года Назми Альбадауи объявил о завершении футбольной карьеры. В своём прощальном матче, 11 сентября против «Нью-Инглэнд Революшн II», оформил дубль, за что был назван игроком недели в Лиге один ЮСЛ.

### Международная карьера
В ноябре 2018 года Альбадауи объявил о намерении выступать за сборную Палестины.
Дебютировал за сборную Палестины 16 ноября в товарищеском матче со сборной Пакистана, забив победный гол (2:1).
Был включён в заявку Палестины на Кубок Азии 2019. Сыграл на турнире в двух из трёх матчей сборной.

## Достижения
Командные
 «Цинциннати»
- Победитель регулярного чемпионата USL: 2018

Индивидуальные
- Член символической сборной NASL: 2016, 2017

## Статистика выступлений

### Клубная статистика
| Выступление      | Выступление      | Выступление      | Лига | Лига | Плей-офф | Плей-офф | Кубок | Кубок | ЛЧ КОНКАКАФ | ЛЧ КОНКАКАФ | Итого | Итого |
| Клуб             | Лига             | Сезон            | Игры | Голы | Игры     | Голы     | Игры  | Голы  | Игры        | Голы        | Игры  | Голы  |
| ---------------- | ---------------- | ---------------- | ---- | ---- | -------- | -------- | ----- | ----- | ----------- | ----------- | ----- | ----- |
| Норт Каролина    | NASL             | 2014             | 25   | 4    | —        | —        | 4     | 1     | —           | —           | 29    | 5     |
| Норт Каролина    | NASL             | 2015             | 24   | 6    | —        | —        | 1     | 0     | —           | —           | 25    | 6     |
| Норт Каролина    | NASL             | 2016             | 29   | 3    | —        | —        | 2     | 1     | —           | —           | 31    | 4     |
| Норт Каролина    | NASL             | 2017             | 32   | 4    | 1        | 0        | 3     | 2     | —           | —           | 36    | 6     |
| Норт Каролина    | Итого            | Итого            | 110  | 17   | 1        | 0        | 10    | 4     | —           | —           | 121   | 21    |
| Цинциннати       | USL              | 2018             | 27   | 11   | 2        | 0        | 2     | 0     | —           | —           | 31    | 11    |
| Цинциннати       | Итого            | Итого            | 27   | 11   | 2        | 0        | 2     | 0     | —           | —           | 31    | 11    |
| Цинциннати       | MLS              | 2019             | 1    | 0    | —        | —        | —     | —     | —           | —           | 1     | 0     |
| Цинциннати       | Итого            | Итого            | 1    | 0    | —        | —        | —     | —     | —           | —           | 1     | 0     |
| Норт Каролина    | USLC             | 2019             | 18   | 3    | 1        | 1        | 1     | 0     | —           | —           | 20    | 4     |
| Норт Каролина    | USLC             | 2020             | 12   | 2    | —        | —        | —     | —     | —           | —           | 12    | 2     |
| Норт Каролина    | USL1             | 2021             | 12   | 2    | —        | —        | —     | —     | —           | —           | 12    | 2     |
| Норт Каролина    | Итого            | Итого            | 42   | 7    | 1        | 1        | 1     | 0     | —           | —           | 44    | 8     |
| Всего за карьеру | Всего за карьеру | Всего за карьеру | 180  | 35   | 4        | 1        | 13    | 4     | —           | —           | 197   | 40    |

Источники: Soccerway, Transfermarkt

### Международная статистика
| Команда   | Год   | Игры | Голы |
| --------- | ----- | ---- | ---- |
| Палестина |       |      |      |
| 2018      | 2     | 1    |      |
| 2019      | 7     | 0    |      |
| Всего     | Всего | 9    | 1    |

Источник: National Football Teams

#### Голы за сборную
| №  | Дата           | Место                                | Соперник | Голы | Результат | Турнир            |
| -- | -------------- | ------------------------------------ | -------- | ---- | --------- | ----------------- |
| 1. | 16 ноября 2018 | «Файсал Хуссейни», Эр-Рам, Палестина | Пакистан | 2:1  | 2:1       | Товарищеский матч |